# Адолф Майер (архитект)
Вижте пояснителната страница за други личности с името Адолф Майер.
Адолф Майер (на немски: Adolf Meyer) е германски архитект.

## Биография
Роден е на 17 юни 1881 г. в Мехерних. Следва в Училището за приложни изкуства в Дюселдорф. През 1907 – 1908 г. работи в архитектурното бюро на Петер Беренс. От 1910 г. започва работа с Валтер Гропиус, около 1915 г. ръководи бюрото му, а след това става и пълноправен партньор. През 1919 г. Гропиус кани Майер за преподавател в Баухаус, където той изнася лекции по техническо чертане и конструктивизъм. Майер е съавтор на проекта „Гропиус“ за конкурса за седалище на вестник „Чикаго Трибюн“ през 1922 г.
От 1926 г. е сред архитектите в проекта за Нов Франкфурт.
На 14 юли 1929 г. се удавя при къпане край остров Балтрум в Северно море.

## Значими проекти
- Март/Април 1911-1912: Интериорен дизайн и мебели за банкера Карл Херцфелд в Хановер, Валдерзеещрасе 1[2]
- от 1911 Фабрика за обущарски калъпи „Фагус“ в Алфед на Лейн (в съавторство с Валтер Гропиус)
- 1923 Моделна къща „На рога“ (в съавторство с Валтер Марх)
- 1924 Къща на Фридрих Фрьобел, Бад Либенщайн (в съавторство с Валтер Гропиус, не е построена)
- 1926 Радиостанция[3], Франкфурт на Майн (в съавторство с Хайнрих Хелбинг)
- 1926 Газстанция, Франкфурт на Майн
- 1929 Prüfamt, Франкфурт на Майн
- 1929 Работилници и склад на общинската електрическа компания, Франкфурт

## За него
- Annemarie Jaeggi, Adolf Meyer. Der zweite Mann. Ein Architekt im Schatten von Walter Gropius. Ausstellung zum 75jährigen Gründungsjubiläum des Bauhauses 1919/1994, 27. März bis 29. Mai 1994, Bauhaus-Archiv, Museum für Gestaltung, Berlin. Argon-Verlag, Berlin 1994, ISBN 3-87024-264-7
- Susan R. Henderson, Building Culture: Ernst May and the New Frankfurt Initiative, 1926-1931. Peter Lang, 2013.